# Michael Burston
Michael "Würzel" Burston (Cheltenham, 23 oktober 1949 – 9 juli 2011) was een Brits zanger en gitarist. Van 1984 tot en met 1995 maakte hij deel uit van de Britse heavy metalband Motörhead.
Burston verdiende zijn bijnaam Würzel tijdens zijn periode bij het Britse leger. Deze naam verwijst naar Worzel Gummidge, een fictief persoon waarmee hij gemeenschappelijke karaktereigenschappen vertoonde.
Lemmy Kilmister, de frontman van Motörhead, maakte op 9 juli 2011 het overlijden van Burston bekend, echter zonder de oorzaak van zijn overlijden te melden. De doodsoorzaak is later pas bekendgemaakt en was een ziekte aan de hartspier, waardoor een hartinfarct, waarbij ventrikelfibrilleren de oorzaak van het infarct was, hem fataal werd.
- Biblioteca Nacional de España: XX1619120
- Gemeinsame Normdatei: 1201586453
- International Standard Name Identifier: 0000 0001 2368 9347
- MusicBrainz: 55b6e7f5-41cd-49a3-891a-8c7089b445ed
- Virtual International Authority File: 173648874